# Museo di arte moderna (Vicebsk)
Il Museo di arte moderna (in russo Витебский Музей Современного Искусства?, Vitebskij Muzej Sovremennogo Iskusstva) è stato un museo di Vicebsk.

## Storia
Il museo fu creato a partire dal 1918 da Marc Chagall, che era stato nominato "incaricato per le belle arti nel governatorato di Vitebsk" e fu ospitato nella sede della scuola d'arte (Народное Художественное Училище, Narodnoe Chudožestvennoe Učilišče), insieme al museo della scuola stessa, che raccolse dal luglio 1919 anche i lavori degli artisti diplomati nella scuola.
Nel 1920 entrò in discussione, in merito alle sue scelte artistiche, con Kazimir Malevič e Aleksandr Romm fu nominato nel gennaio 1920 capo della commissione di Vicebsk per la conservazione del patrimonio e delle arti. Questi scrisse nel 1921 che il museo ospitava 120 dipinti, che rappresentavano "tutti i movimenti dell'arte contemporanea, dal Realismo accademico, all'Impressionismo, al Suprematismo".
La raccolta fu dispersa negli anni seguenti: tra il giugno e il luglio 1922 23 dipinti furono trasferiti a Pietrogrado e nel 1925 dipinti di artisti dell'avanguardia furono tagliati per ottenere nuove tele per gli studenti della scuola. Nel settembre del 1926 restavano solo 32 opere, che furono trasferite nel museo regionale di Vicebsk: la maggior parte di esse nel 1939 passarono al museo nazionale dell'arte bielorussa di Minsk.
I dipinti furono per la maggior parte dispersi dopo la seconda guerra mondiale e oggi si conosce la collocazione solo di 25 dipinti che erano appartenuti al museo: un piccolo dipinto di David Šterenberg è conservato a Vicebsk, 19 sono al Museo statale russo di San Pietroburgo, 5 sono al Museo nazionale dell'arte bielorussa a Minsk e uno si trova nel Museo di arte moderna di Kawamura, in Giappone.

## Opere
Sono noti soltanto 90 dei dipinti appartenuti al museo, alcuni dei quali forse facevano parte del museo della scuola d'arte. 
I dipinti comprendevano opere dei seguenti pittori: Nathan Altman, Abram Brazer, David Burljuk, Marc Chagall, Aleksandra Ėkster, Robert Fal'k, Sergej Gerasimov, Natal'ja Gončarova, Aleksandr Ivanov, Vasilij Kandinskij, Ivan Kljun, Pëtr Petrovič Končalovskij, Konstantin Korovin, Nikolaj Krymov, Pavel Kuznecov, Aleksandr Kuprin, Michail Larionov, Aristarch Vasil'evič Lentulov, Kazimir Malevič, Il'ja Maškov, Vasilij Milioti, Aleksej Morgunov, Aleksandr Aleksandrovič Osmёrkin, Jakov Pain, Vera Pestel, Ljubov' Popova, Yehuda Pen, Aleksandr Rodčenko, Vasilij Rodžestvenskij, Ol'ga Rozanova, Aleksandr Romm, Nikolaj Sinezubov, Konstantin Somov, Varvara Stepanova, Władysław Strzemiński, Aleksandr Ševčenko, David Šterenberg, Solomon Judovin.